# Joseph François Parrocel
Joseph François o Joseph Ignace François Parrocel (Avignone, 3 dicembre 1704 – Parigi, 14 dicembre 1781) è stato un pittore e incisore francese, membro dell'Accademia reale di pittura e scultura e pittore del re di Francia.

## Biografia

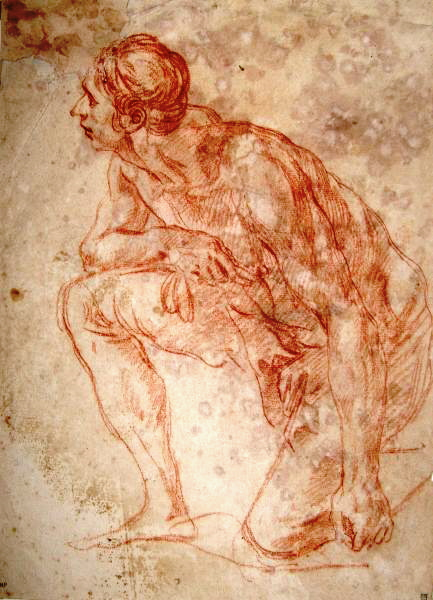
Uomo inginocchiato, sanguigna (1730)

Secondo figlio di Pierre e di Marie Magdeleine de Palasse, apparteneva alla dinastia di artisti Parrocel, che generò importanti pittori nel XVII e XVIII secolo e fu l'ultimo dei pittori che diedero lustro alla famiglia.
Il padre lo portò a Roma giovanissimo e fu da lui istruito nell'arte della pittura in quella città. Successivamente si trasferì a Parigi, dove nel 1753 entrò a far parte dell'Accademia reale di pittura e scultura come pittore di soggetti a tema storico.
Si sposò due volte. La prima moglie, Marguerite Françoise Lemarchand. gli diede una figlia, Jeanne Françoise Pallas (1734-1829), moglie di Jean Baptiste Lefebvre de Valrenseaux, pittrice di fiori ed animali. La seconda moglie, l'inglese Christine Edwige Ally, gli diede tre figlie: Marie (Marion) (1744-1824), pittrice di soggetti storici, Thérèse (1745-1835), pittrice di miniature e Jeannette (1747-1832), che non si dedicò all'arte della pittura.
Aveva fra i suoi amici Denis Diderot, Claude Joseph Vernet, Jean-Baptiste Greuze, Jacques François Desmaisons, architetto del re.
Dotato di grande talento ed esperienza, in particolare nella pittura a fresco, Joseph François si distinse soprattutto nella decorazione e nella costruzione di grandi macchine.
Affrescò la grande cupola della chiesa dell'abbazia benedettina di Mont Saint Quentin in Piccardia.
Partecipò alle esposizioni del 1755 (Il trionfo di Gesù Cristo), 1757 (L'assunzione della Santa Vergine, Le quattro stagioni, I quattro elementi, Minerva esce dal cervello di Giove, Apollo sul Parnaso distribuisce corone alle muse), 1759 (Agar cacciato da Abramo, Assunzione della Santa Vergine), 1761 (Adorazione dei re), 1763 (La Santa Trinità), 1765 (Cephale, Procris, Gesù Cristo sul Monte degli Ulivi), 1771 (Assunzione della Vergine), 1779 (Moltiplicazione dei Pani), 1781 (La pesca miracolosa).
Joseph François non eseguì solamente pitture da soggetti storici, ma anche dipinti di genere e in particolare battaglie. Al Museo di Versailles sono custoditi otto grandi quadri di battaglie (L'assedio di Tournay, L'assedio d'Oudenarde, L'assedio di Charleroi, L'assedio della città di Namur).
Lavorò anche ad Avignone dove decorò nel 1760 un salone nella residenza del marchese di Javon Baronceli (L'accampamento, La preparazione dell'attacco, Il combattimento, Dopo la battaglia, Scontro di cavalleria, Convoglio di prigionieri, Accampamento, Vista della città). In quest'ultimo quadro compare l'autore stesso intento a dipingere.
Eseguì inoltre incisioni di piacevoli soggetti di genere e disegni a penna ed a sanguigna.
Le sue opere sono in numero considerevole e si trovano un po' ovunque in Francia ed in Europa. Parrocel pubblicò anche un catalogo in un numero ristretto di copie e perciò molto raro.
Morì il 14 dicembre 1781 e fu sepolto nella Chiesa di Saint-Sulpice a Parigi.

## Opere
- Renaud et Armide, schizzo ad olio
- Amore spinge Psiche tra le braccia dell'amato, lavis
- Mercurio presenta a Giunone la testa di Argo, seppia
- San Pietro, penna
- Il trionfo di Gesù Cristo, 1755
- L'assunzione della Santa Vergine, 1757
- Le quattro stagioni, 1757
- I quattro elementi, 1757
- Minerva esce dal cervello di Giove, 1757
- Apollo sul Parnaso distribuisce corone alle muse, 1757
- Agar cacciato da Abramo, 1759
- Assunzione della Santa Vergine, 1759
- L'accampamento, 1760, residenza del marchese di Javon Baronceli, Avignone
- La preparazione dell'attacco, 1760, residenza del marchese di Javon Baronceli, Avignone
- Il combattimento, 1760, residenza del marchese di Javon Baronceli, Avignone
- Dopo la battaglia, 1760, residenza del marchese di Javon Baronceli, Avignone
- Scontro di cavalleria, 1760, residenza del marchese di Javon Baronceli, Avignone
- Convoglio di prigionieri, 1760, residenza del marchese di Javon Baronceli, Avignone
- Accampamento, 1760, residenza del marchese di Javon Baronceli, Avignone
- Vista della città, 1760, residenza del marchese di Javon Baronceli, Avignone
- L'Adorazione dei re, 1761
- La Santa Trinità, 1763
- Cephale, 1765
- Procris, 1765
- Gesù Cristo sul Monte degli Ulivi, 1765
- Assunzione della Vergine, 1771
- Moltiplicazione dei Pani, 1779
- La pesca miracolosa, 1781
- L'assedio di Tournay, due dipinti, Museo di Versailles
- L'assedio d'Oudenarde, Museo di Versailles
- L'assedio di Charleroi, Museo di Versailles
- L'assedio della città di Namur, Museo di Versailles
- Venere ed Enea[3]
- Un santo soccorre un gesuita[4]